# Platythyrea viehmeyeri
Platythyrea viehmeyeri är en myrart som beskrevs av Santschi 1914. Platythyrea viehmeyeri ingår i släktet Platythyrea och familjen myror. Inga underarter finns listade i Catalogue of Life.